# Open de Haining de snooker 2019
L'Open de Haining 2019 est un tournoi de snooker de catégorie non-classée qui s'est déroulé du 22 au 26 octobre 2019 à Haining, en Chine.
Les participants invités sont majoritairement des joueurs amateurs chinois, auxquels viennent s'ajouter une vingtaine de joueurs professionnels.

## Faits marquants
Le double tenant du titre Mark Selby est éliminé en demi-finales par le thaïlandais Thepchaiya Un-Nooh 4 manches à 2. Un-Nooh remporte l'édition 2019 en battant Li Hang en finale 5 manches à 3, le chinois échouant à ce stade pour la troisième fois en quatre ans.

## Phases finales
|  | Quarts de finale au meilleur des 7 manches | Quarts de finale au meilleur des 7 manches | Quarts de finale au meilleur des 7 manches |         |                 | Demi-finales au meilleur des 7 manches | Demi-finales au meilleur des 7 manches | Demi-finales au meilleur des 7 manches |  |  | Finale au meilleur des 9 manches | Finale au meilleur des 9 manches | Finale au meilleur des 9 manches |
|  |                                            |                                            |                                            |         |                 |                                        |                                        |                                        |  |  |                                  |                                  |                                  |
|  |                                            | Mark Selby                                 | 4                                          |         |                 |                                        |                                        |                                        |  |  |                                  |                                  |                                  |
|  |                                            | Barry Hawkins                              | 0                                          |         |                 |                                        |                                        |                                        |  |  |                                  |                                  |                                  |
|  |                                            | Barry Hawkins                              | 0                                          |         | Mark Selby      | 2                                      |                                        |                                        |  |  |                                  |                                  |                                  |
|  |                                            |                                            |                                            |         | Mark Selby      | 2                                      |                                        |                                        |  |  |                                  |                                  |                                  |
|  |                                            |                                            | Thepchaiya Un-Nooh                         | 4       |                 |                                        |                                        |                                        |  |  |                                  |                                  |                                  |
|  |                                            | Thepchaiya Un-Nooh                         | Thepchaiya Un-Nooh                         | 4       | 4               |                                        |                                        |                                        |  |  |                                  |                                  |                                  |
|  |                                            | Thepchaiya Un-Nooh                         |                                            |         | 4               |                                        |                                        |                                        |  |  |                                  |                                  |                                  |
|  |                                            | Chang Bingyu                               | 1                                          |         |                 |                                        |                                        |                                        |  |  |                                  |                                  |                                  |
|  |                                            |                                            |                                            |         |                 |                                        |                                        |                                        |  |  |                                  | Thepchaiya Un-Nooh               | 5                                |
|  |                                            |                                            |                                            | Li Hang | 3               |                                        |                                        |                                        |  |  |                                  |                                  |                                  |
|  |                                            | Igor Figueiredo                            | 4                                          |         |                 |                                        |                                        |                                        |  |  |                                  |                                  |                                  |
|  |                                            | Luo Honghao                                | 3                                          |         |                 |                                        |                                        |                                        |  |  |                                  |                                  |                                  |
|  |                                            | Luo Honghao                                | 3                                          |         | Igor Figueiredo | 2                                      |                                        |                                        |  |  |                                  |                                  |                                  |
|  |                                            |                                            |                                            |         | Igor Figueiredo | 2                                      |                                        |                                        |  |  |                                  |                                  |                                  |
|  |                                            |                                            | Li Hang                                    | 4       |                 |                                        |                                        |                                        |  |  |                                  |                                  |                                  |
|  |                                            | Li Hang                                    | Li Hang                                    | 4       | 4               |                                        |                                        |                                        |  |  |                                  |                                  |                                  |
|  |                                            | Li Hang                                    |                                            |         | 4               |                                        |                                        |                                        |  |  |                                  |                                  |                                  |
|  |                                            | Ricky Walden                               | 0                                          |         |                 |                                        |                                        |                                        |  |  |                                  |                                  |                                  |

## Finale
| Finale au meilleur des 9 manches Arbitre :         |                          |               |
| Thepchaiya Un-Nooh Thaïlande                       | 5 - 3 ( - )              | Li Hang Chine |
| 0 72                                               | Centuries Meilleur break | 1 114         |
| Thepchaiya Un-Nooh remporte l'Open de Haining 2019 |                          |               |